# Hydrocyphon pernigrans
Hydrocyphon pernigrans is een keversoort uit de familie moerasweekschilden (Scirtidae). De wetenschappelijke naam van de soort werd in 1967 gepubliceerd door Nyholm.